# Biathlon-Europacup 2007/08
Der Biathlon-Europacup 2007/08 wurde wie auch schon in den Saisons zuvor als Unterbau zum Biathlon-Weltcup 2007/08 veranstaltet. Startberechtigt waren nicht nur europäische Starter und Starterinnen.

## Ergebnisse Damen-Wettbewerbe
| 1. Europacup in Geilo, 24. November 2007 – 25. November 2007 | 1. Europacup in Geilo, 24. November 2007 – 25. November 2007 | 1. Europacup in Geilo, 24. November 2007 – 25. November 2007 | 1. Europacup in Geilo, 24. November 2007 – 25. November 2007 | 1. Europacup in Geilo, 24. November 2007 – 25. November 2007 |
| ------------------------------------------------------------ | ------------------------------------------------------------ | ------------------------------------------------------------ | ------------------------------------------------------------ | ------------------------------------------------------------ |
| Datum                                                        | Disziplin                                                    | Erster Platz                                                 | Zweiter Platz                                                | Dritter Platz                                                |
| 24. November 2007 (Sa.)                                      | Sprint (7,5 km)                                              | Kari Henneseid Eie                                           | Juliane Döll                                                 | Jelena Chrustaljowa                                          |
| 25. November 2007 (So.)                                      | Sprint (7,5 km)                                              | Anne Preußler                                                | Jelena Chrustaljowa                                          | Tina Bachmann                                                |

| 2. Europacup in Torsby, 30. November 2007 – 1. Dezember 2007 | 2. Europacup in Torsby, 30. November 2007 – 1. Dezember 2007 | 2. Europacup in Torsby, 30. November 2007 – 1. Dezember 2007 | 2. Europacup in Torsby, 30. November 2007 – 1. Dezember 2007 | 2. Europacup in Torsby, 30. November 2007 – 1. Dezember 2007 |
| ------------------------------------------------------------ | ------------------------------------------------------------ | ------------------------------------------------------------ | ------------------------------------------------------------ | ------------------------------------------------------------ |
| Datum                                                        | Disziplin                                                    | Erster Platz                                                 | Zweiter Platz                                                | Dritter Platz                                                |
| 30. November 2007 (Fr.)                                      | Sprint (7,5 km)                                              | Gunn Margit Andreassen                                       | Anne Preußler                                                | Juliane Döll                                                 |
| 1. Dezember 2007 (Sa.)                                       | Verfolgung (10 km)                                           | Juliane Döll                                                 | Ute Niziak                                                   | Anne Preußler                                                |

| 3. Europacup in Obertilliach, 6. Dezember 2007 – 7. Dezember 2007 | 3. Europacup in Obertilliach, 6. Dezember 2007 – 7. Dezember 2007 | 3. Europacup in Obertilliach, 6. Dezember 2007 – 7. Dezember 2007 | 3. Europacup in Obertilliach, 6. Dezember 2007 – 7. Dezember 2007 | 3. Europacup in Obertilliach, 6. Dezember 2007 – 7. Dezember 2007 |
| ----------------------------------------------------------------- | ----------------------------------------------------------------- | ----------------------------------------------------------------- | ----------------------------------------------------------------- | ----------------------------------------------------------------- |
| Datum                                                             | Disziplin                                                         | Erster Platz                                                      | Zweiter Platz                                                     | Dritter Platz                                                     |
| 6. Dezember 2007 (Do.)                                            | Einzel (15 km)                                                    | Anne Preußler                                                     | Romy Beer                                                         | Ute Niziak                                                        |
| 7. Dezember 2007 (Fr.)                                            | Sprint (7,5 km)                                                   | Juliane Döll                                                      | Ute Niziak                                                        | Anne Preußler                                                     |

| 4. Europacup in Bansko, 13. Dezember 2007 – 14. Dezember 2007 | 4. Europacup in Bansko, 13. Dezember 2007 – 14. Dezember 2007 | 4. Europacup in Bansko, 13. Dezember 2007 – 14. Dezember 2007 | 4. Europacup in Bansko, 13. Dezember 2007 – 14. Dezember 2007 | 4. Europacup in Bansko, 13. Dezember 2007 – 14. Dezember 2007 |
| ------------------------------------------------------------- | ------------------------------------------------------------- | ------------------------------------------------------------- | ------------------------------------------------------------- | ------------------------------------------------------------- |
| Datum                                                         | Disziplin                                                     | Erster Platz                                                  | Zweiter Platz                                                 | Dritter Platz                                                 |
| 13. Dezember 2007 (Do.)                                       | Sprint (7,5 km)                                               | Pawlina Filipowa                                              | Eliška Švikruhová                                             | Miroslava Špácová                                             |
| 14. Dezember 2007 (Fr.)                                       | Verfolgung (10 km)                                            | Pawlina Filipowa                                              | Eliška Švikruhová                                             | Miroslava Špácová                                             |

| 5. Europacup in Langdorf, 12. Januar 2008 – 13. Januar 2008 | 5. Europacup in Langdorf, 12. Januar 2008 – 13. Januar 2008 | 5. Europacup in Langdorf, 12. Januar 2008 – 13. Januar 2008 | 5. Europacup in Langdorf, 12. Januar 2008 – 13. Januar 2008 | 5. Europacup in Langdorf, 12. Januar 2008 – 13. Januar 2008 |
| ----------------------------------------------------------- | ----------------------------------------------------------- | ----------------------------------------------------------- | ----------------------------------------------------------- | ----------------------------------------------------------- |
| Datum                                                       | Disziplin                                                   | Erster Platz                                                | Zweiter Platz                                               | Dritter Platz                                               |
| 12. Januar 2008 (Sa.)                                       | Einzel (15 km)                                              | Juliane Döll                                                | Jana Romanowa                                               | Jenny Adler                                                 |
| 13. Januar 2008 (So.)                                       | Sprint (7,5 km)                                             | Jenny Adler                                                 | Uljana Denissowa                                            | Kari Henneseid Eie                                          |

| 6. Europacup in Osrblie, 18. Januar 2008 – 20. Januar 2008 | 6. Europacup in Osrblie, 18. Januar 2008 – 20. Januar 2008 | 6. Europacup in Osrblie, 18. Januar 2008 – 20. Januar 2008   | 6. Europacup in Osrblie, 18. Januar 2008 – 20. Januar 2008               | 6. Europacup in Osrblie, 18. Januar 2008 – 20. Januar 2008                  |
| ---------------------------------------------------------- | ---------------------------------------------------------- | ------------------------------------------------------------ | ------------------------------------------------------------------------ | --------------------------------------------------------------------------- |
| Datum                                                      | Disziplin                                                  | Erster Platz                                                 | Zweiter Platz                                                            | Dritter Platz                                                               |
| 18. Januar 2008 (Fr.)                                      | Sprint (7,5 km)                                            | Juliane Döll                                                 | Romy Beer                                                                | Anne Preußler                                                               |
| 19. Januar 2008 (Sa.)                                      | Verfolgung (10 km)                                         | Juliane Döll                                                 | Anne Preußler                                                            | Romy Beer                                                                   |
| 20. Januar 2008 (So.)                                      | Staffel (4 × 6 km)                                         | DeutschlandJenny Adler Ute Niziak Juliane Döll Anne Preußler | Deutschland NorwegenTina Bachmann Romy Beer Carolin Hennecke Anne Mørkve | NorwegenLiv-Kjersti Eikeland Kari Henneseid Eie Kjersti Isaksen Jori Mørkve |

| 7. Europacup in Cesana, 8. März 2008 – 9. März 2008 | 7. Europacup in Cesana, 8. März 2008 – 9. März 2008 | 7. Europacup in Cesana, 8. März 2008 – 9. März 2008 | 7. Europacup in Cesana, 8. März 2008 – 9. März 2008 | 7. Europacup in Cesana, 8. März 2008 – 9. März 2008 |
| --------------------------------------------------- | --------------------------------------------------- | --------------------------------------------------- | --------------------------------------------------- | --------------------------------------------------- |
| Datum                                               | Disziplin                                           | Erster Platz                                        | Zweiter Platz                                       | Dritter Platz                                       |
| 8. März 2008 (Sa.)                                  | Sprint (7,5 km)                                     | Marine Rougeot                                      | Tina Bachmann                                       | Marine Bolliet                                      |
| 9. März 2008 (So.)                                  | Verfolgung (10 km)                                  | Anaïs Bescond                                       | Marine Bolliet                                      | Pawlina Filipowa                                    |

| 8. Europacup in Valromey, 12. März 2008 – 13. März 2008 | 8. Europacup in Valromey, 12. März 2008 – 13. März 2008 | 8. Europacup in Valromey, 12. März 2008 – 13. März 2008 | 8. Europacup in Valromey, 12. März 2008 – 13. März 2008 | 8. Europacup in Valromey, 12. März 2008 – 13. März 2008 |
| ------------------------------------------------------- | ------------------------------------------------------- | ------------------------------------------------------- | ------------------------------------------------------- | ------------------------------------------------------- |
| Datum                                                   | Disziplin                                               | Erster Platz                                            | Zweiter Platz                                           | Dritter Platz                                           |
| 12. März 2008 (Mi.)                                     | Sprint (7,5 km)                                         | Tina Bachmann                                           | Jekaterina Krylatkowa                                   | Carolin Hennecke                                        |
| 13. März 2008 (Do.)                                     | Verfolgung (10 km)                                      | Tina Bachmann                                           | Marie Dorin                                             | Pawlina Filipowa                                        |

### Gesamtwertung
Nach 19 von 19 Rennen
| Platz | Sportler         | Land        | Punkte |
| ----- | ---------------- | ----------- | ------ |
| 1     | Juliane Döll     | Deutschland | 617    |
| 2     | Tina Bachmann    | Deutschland | 586    |
| 3     | Anne Preußler    | Deutschland | 585    |
| 4     | Jenny Adler      | Deutschland | 528    |
| 5     | Marine Rougeot   | Frankreich  | 473    |
| 6     | Ute Niziak       | Deutschland | 468    |
| 7     | Anaïs Bescond    | Frankreich  | 467    |
| 8     | Romy Beer        | Deutschland | 445    |
| 9     | Kjersti Isaksen  | Norwegen    | 407    |
| 10    | Carolin Hennecke | Deutschland | 400    |

## Ergebnisse Herren-Wettbewerbe
| 1. Europacup in Geilo, 24. November 2007 – 25. November 2007 | 1. Europacup in Geilo, 24. November 2007 – 25. November 2007 | 1. Europacup in Geilo, 24. November 2007 – 25. November 2007 | 1. Europacup in Geilo, 24. November 2007 – 25. November 2007 | 1. Europacup in Geilo, 24. November 2007 – 25. November 2007 |
| ------------------------------------------------------------ | ------------------------------------------------------------ | ------------------------------------------------------------ | ------------------------------------------------------------ | ------------------------------------------------------------ |
| Datum                                                        | Disziplin                                                    | Erster Platz                                                 | Zweiter Platz                                                | Dritter Platz                                                |
| 24. November 2007 (Sa.)                                      | Sprint (10 km)                                               | Håkon Andersen                                               | Oleksij Korobejnikow                                         | Simon Hallenbarter                                           |
| 25. November 2007 (So.)                                      | Sprint (10 km)                                               | Daniel Graf                                                  | Hans Martin Gjedrem                                          | Wassili Schetalin                                            |

| 2. Europacup in Torsby, 30. November 2007 – 1. Dezember 2007 | 2. Europacup in Torsby, 30. November 2007 – 1. Dezember 2007 | 2. Europacup in Torsby, 30. November 2007 – 1. Dezember 2007 | 2. Europacup in Torsby, 30. November 2007 – 1. Dezember 2007 | 2. Europacup in Torsby, 30. November 2007 – 1. Dezember 2007 |
| ------------------------------------------------------------ | ------------------------------------------------------------ | ------------------------------------------------------------ | ------------------------------------------------------------ | ------------------------------------------------------------ |
| Datum                                                        | Disziplin                                                    | Erster Platz                                                 | Zweiter Platz                                                | Dritter Platz                                                |
| 30. November 2007 (Fr.)                                      | Sprint (10 km)                                               | Andrei Prokunin                                              | Jon Kristian Svaland                                         | Alexis Bœuf                                                  |
| 1. Dezember 2007 (Sa.)                                       | Verfolgung (12,5 km)                                         | Andrei Prokunin                                              | Daniel Böhm                                                  | Maxim Maximow                                                |

| 3. Europacup in Obertilliach, 6. Dezember 2007 – 7. Dezember 2007 | 3. Europacup in Obertilliach, 6. Dezember 2007 – 7. Dezember 2007 | 3. Europacup in Obertilliach, 6. Dezember 2007 – 7. Dezember 2007 | 3. Europacup in Obertilliach, 6. Dezember 2007 – 7. Dezember 2007 | 3. Europacup in Obertilliach, 6. Dezember 2007 – 7. Dezember 2007 |
| ----------------------------------------------------------------- | ----------------------------------------------------------------- | ----------------------------------------------------------------- | ----------------------------------------------------------------- | ----------------------------------------------------------------- |
| Datum                                                             | Disziplin                                                         | Erster Platz                                                      | Zweiter Platz                                                     | Dritter Platz                                                     |
| 6. Dezember 2007 (Do.)                                            | Einzel (20 km)                                                    | Frédéric Jean                                                     | Jewgeni Ustjugow                                                  | Filipp Schulman                                                   |
| 7. Dezember 2007 (Fr.)                                            | Sprint (10 km)                                                    | Andrei Prokunin                                                   | Maxim Maximow                                                     | Frode Andresen                                                    |

| 4. Europacup in Bansko, 13. Dezember 2007 – 14. Dezember 2007 | 4. Europacup in Bansko, 13. Dezember 2007 – 14. Dezember 2007 | 4. Europacup in Bansko, 13. Dezember 2007 – 14. Dezember 2007 | 4. Europacup in Bansko, 13. Dezember 2007 – 14. Dezember 2007 | 4. Europacup in Bansko, 13. Dezember 2007 – 14. Dezember 2007 |
| ------------------------------------------------------------- | ------------------------------------------------------------- | ------------------------------------------------------------- | ------------------------------------------------------------- | ------------------------------------------------------------- |
| Datum                                                         | Disziplin                                                     | Erster Platz                                                  | Zweiter Platz                                                 | Dritter Platz                                                 |
| 13. Dezember 2007 (Do.)                                       | Sprint (10 km)                                                | Roland Zwahlen                                                | Vasja Rupnik                                                  | Aleš Lejsek                                                   |
| 14. Dezember 2007 (Fr.)                                       | Verfolgung (12,5 km)                                          | Aleš Lejsek                                                   | Alexis Bœuf                                                   | Matej Kazár                                                   |

| 5. Europacup in Langdorf, 12. Januar 2008 – 13. Januar 2008 | 5. Europacup in Langdorf, 12. Januar 2008 – 13. Januar 2008 | 5. Europacup in Langdorf, 12. Januar 2008 – 13. Januar 2008 | 5. Europacup in Langdorf, 12. Januar 2008 – 13. Januar 2008 | 5. Europacup in Langdorf, 12. Januar 2008 – 13. Januar 2008 |
| ----------------------------------------------------------- | ----------------------------------------------------------- | ----------------------------------------------------------- | ----------------------------------------------------------- | ----------------------------------------------------------- |
| Datum                                                       | Disziplin                                                   | Erster Platz                                                | Zweiter Platz                                               | Dritter Platz                                               |
| 12. Januar 2008 (Sa.)                                       | Einzel (20 km)                                              | Hans Martin Gjedrem                                         | Alexis Bœuf                                                 | Frédéric Jean                                               |
| 13. Januar 2008 (So.)                                       | Sprint (10 km)                                              | Ronny Hafsås                                                | Hans Martin Gjedrem                                         | Michail Kotschkin                                           |

| 6. Europacup in Osrblie, 18. Januar 2008 – 20. Januar 2008 | 6. Europacup in Osrblie, 18. Januar 2008 – 20. Januar 2008 | 6. Europacup in Osrblie, 18. Januar 2008 – 20. Januar 2008                  | 6. Europacup in Osrblie, 18. Januar 2008 – 20. Januar 2008                       | 6. Europacup in Osrblie, 18. Januar 2008 – 20. Januar 2008        |
| ---------------------------------------------------------- | ---------------------------------------------------------- | --------------------------------------------------------------------------- | -------------------------------------------------------------------------------- | ----------------------------------------------------------------- |
| Datum                                                      | Disziplin                                                  | Erster Platz                                                                | Zweiter Platz                                                                    | Dritter Platz                                                     |
| 18. Januar 2008 (Fr.)                                      | Sprint (10 km)                                             | Sergei Roschkow                                                             | Hans Martin Gjedrem                                                              | Pavol Hurajt                                                      |
| 19. Januar 2008 (Sa.)                                      | Verfolgung (12,5 km)                                       | Hans Martin Gjedrem                                                         | Pavol Hurajt                                                                     | Christoph Knie                                                    |
| 20. Januar 2008 (So.)                                      | Staffel (4 × 7,5 km)                                       | NorwegenMagne Thorleiv Rønning Ronny Hafsås Stian Nåvik Hans Martin Gjedrem | Deutschland Norwegen Jon Kristian Svaland Tobias Reiter Steve Renner Daniel Böhm | SlowakeiPavol Hurajt Marek Matiaško Matej Kazár Miroslav Matiaško |

| 7. Europacup in Cesana, 8. März 2008 – 9. März 2008 | 7. Europacup in Cesana, 8. März 2008 – 9. März 2008 | 7. Europacup in Cesana, 8. März 2008 – 9. März 2008 | 7. Europacup in Cesana, 8. März 2008 – 9. März 2008 | 7. Europacup in Cesana, 8. März 2008 – 9. März 2008 |
| --------------------------------------------------- | --------------------------------------------------- | --------------------------------------------------- | --------------------------------------------------- | --------------------------------------------------- |
| Datum                                               | Disziplin                                           | Erster Platz                                        | Zweiter Platz                                       | Dritter Platz                                       |
| 8. März 2008 (Sa.)                                  | Sprint (10 km)                                      | Daniel Böhm                                         | Sergei Baschkirow                                   | Tanguy Roche                                        |
| 9. März 2008 (So.)                                  | Verfolgung (12,5 km)                                | Sergei Baschkirow                                   | Daniel Böhm                                         | Frédéric Jean                                       |

| 8. Europacup in Valromey, 12. März 2008 – 13. März 2008 | 8. Europacup in Valromey, 12. März 2008 – 13. März 2008 | 8. Europacup in Valromey, 12. März 2008 – 13. März 2008 | 8. Europacup in Valromey, 12. März 2008 – 13. März 2008 | 8. Europacup in Valromey, 12. März 2008 – 13. März 2008 |
| ------------------------------------------------------- | ------------------------------------------------------- | ------------------------------------------------------- | ------------------------------------------------------- | ------------------------------------------------------- |
| Datum                                                   | Disziplin                                               | Erster Platz                                            | Zweiter Platz                                           | Dritter Platz                                           |
| 12. März 2008 (Mi.)                                     | Sprint (10 km)                                          | Marc-André Bédard                                       | Sergei Roschkow                                         | Vincent Porret                                          |
| 13. März 2008 (Do.)                                     | Verfolgung (12,5 km)                                    | Sergei Roschkow                                         | Vincent Porret                                          | Daniel Böhm                                             |

### Gesamtwertung
Nach 19 von 19 Rennen
| Platz | Sportler          | Land        | Punkte |
| ----- | ----------------- | ----------- | ------ |
| 1     | Vincent Porret    | Frankreich  | 954    |
| 2     | Toni Lang         | Deutschland | 946    |
| 3     | Arnaud Langel     | Frankreich  | 915    |
| 4     | Jörn Wollschläger | Deutschland | 903    |
| 5     | Robert Wick       | Deutschland | 896    |
| 6     | Roland Zwahlen    | Schweiz     | 875    |
| 7     | Daniel Böhm       | Deutschland | 851    |
| 8     | Julien Ughetto    | Frankreich  | 786    |
| 9     | Tanguy Roche      | Frankreich  | 781    |
| 10    | Ronny Hafsås      | Norwegen    | 764    |
| 16    | Christoph Knie    | Deutschland | 620    |
| 18    | Tobias Reiter     | Deutschland | 604    |
| 22    | Steve Renner      | Deutschland | 573    |
| 108   | Daniel Graf       | Deutschland | 150    |